# Anna Meares
Anna Meares (Blackwater (Queensland), 21 september 1983) is een Australisch voormalig wielrenster.

## Carrière
Op de Olympische Zomerspelen van 2004 in Athene won ze een gouden medaille en verbeterde ze het wereldrecord op de 500m tijdrijden tot 33,952 seconden.
Na een verschrikkelijk ongeluk tijdens de World Cup in januari 2008 vocht Meares terug en kwalificeerde ze zich voor de Olympische Spelen in Peking en behaalde ze een zilveren medaille op de sprint. In 2012 werd Meares olympisch kampioene op de sprint en won ze een bronzen medaille in de teamsprint.
Maeres is een jongere zus van Kerrie Meares die eveneens succesvol is geweest als wielrenster.
Op 15 oktober 2016 maakte Meares bekend te stoppen met wielrennen. Ze sluit haar carrière af met zes olympische medailles (waarvan twee goud), zes keer goud op de Gemenebestspelen en elf wereldtitels op de baan.

## Palmares

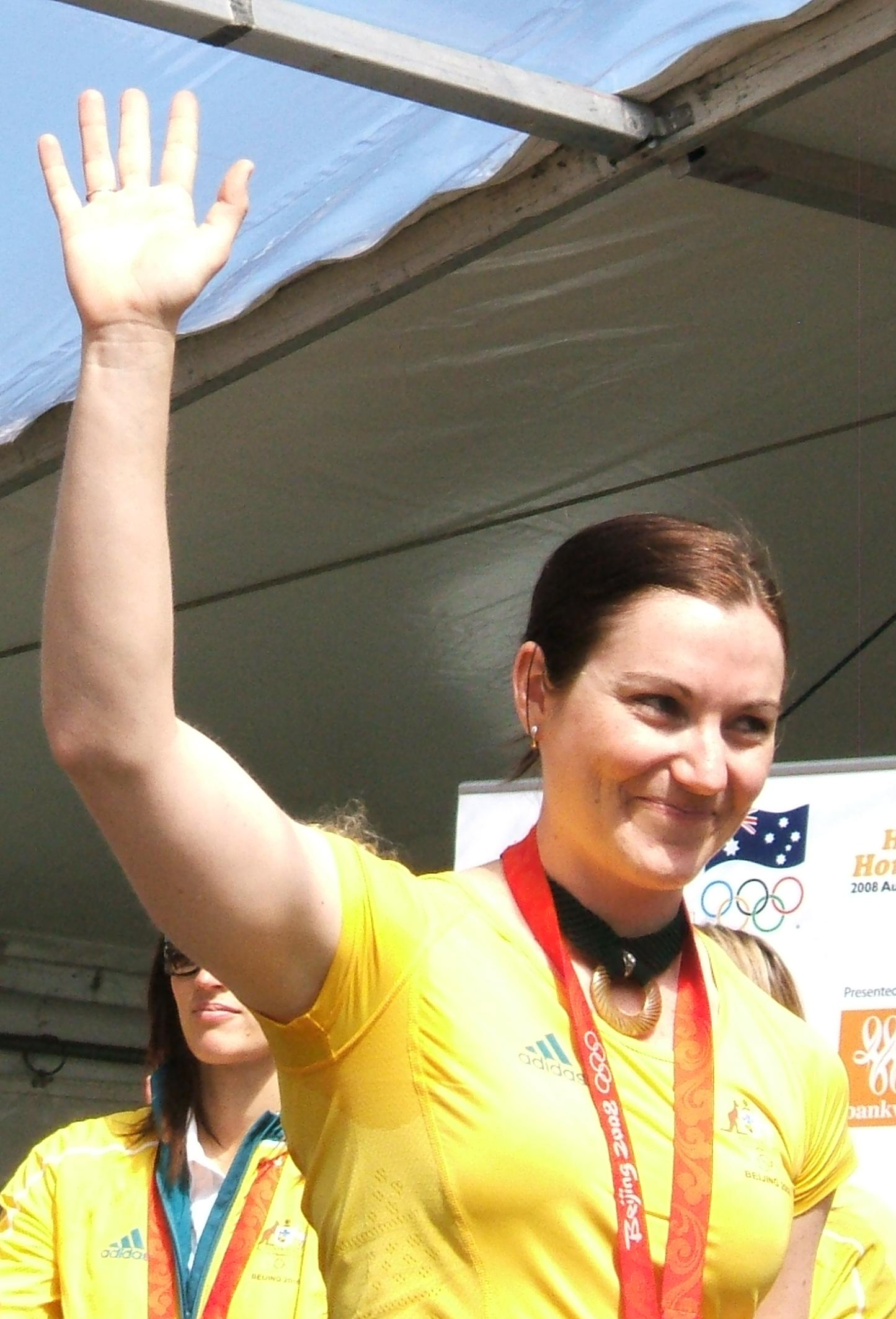
Meares bij thuiskomst van Olympische Spelen 2008

| Jaar | AK                                  | WK                                  | Olympische Spelen          | Gemenebestspelen |
| ---- | ----------------------------------- | ----------------------------------- | -------------------------- | ---------------- |
| 2002 |                                     |                                     |                            | sprint           |
| 2003 |                                     | keirin                              |                            |                  |
| 2004 |                                     | 500m · sprint                       | 500m · sprint              |                  |
| 2005 | 500m · sprint · keirin              | 500m · sprint                       |                            |                  |
| 2006 | sprint · keirin                     |                                     | 500m · sprint              |                  |
| 2007 | 500m · teamsprint · keirin · sprint | 500m · sprint · teamsprint · keirin |                            |                  |
| 2008 |                                     |                                     | sprint                     |                  |
| 2009 |                                     | teamsprint · 500m                   |                            |                  |
| 2010 |                                     | 500m · teamsprint                   | 500m · sprint · teamsprint |                  |
| 2011 |                                     | teamsprint · sprint · keirin        |                            |                  |
| 2012 |                                     | 500m · keirin · teamsprint · sprint | sprint · teamsprint        |                  |
| 2013 |                                     |                                     |                            |                  |
| 2014 |                                     | 500m · keirin                       | 500m · sprint              |                  |
| 2015 |                                     | keirin · 500m · teamsprint          |                            |                  |
| 2016 |                                     | keirin                              | keirin                     |                  |

## Ploegen
- 2007-Toshiba Australia (vanaf 01/04)
- 2009-Team Toshiba (vanaf 01/04 tot 31/03)

1988: Erika Salumäe ·
1992: Erika Salumäe ·
1996: Félicia Ballanger ·
2000: Félicia Ballanger ·
2004: Lori-Ann Muenzer ·
2008: Victoria Pendleton · 
2012: Anna Meares · 
2016: Kristina Vogel · 
2020: Kelsey Mitchell · 
2024: Ellesse Andrews
2000: Félicia Ballanger ·
2004: Anna Meares